# San Jose, Negros Oriental

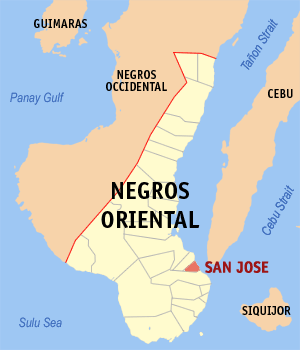
Bản đồ Negros Oriental với vị trí của San Jose

San Jose là một đô thị hạng 5 ở tỉnh Negros Oriental, Philippines. Theo điều tra dân số năm 2000, đô thị này có dân số 15.665 người trong 3.162 hộ.

## Barangay
San Jose được chia thành 14 barangay.
- Basak
- Basiao
- Cambaloctot
- Cancawas
- Janayjanay
- Jilocon
- Naiba
- Poblacion
- San Roque
- Santo Niño
- Señora Ascion (Calo)
- Siapo
- Tampi
- Tapon Norte